# León María Guerrero y Francisco
León María Guerrero y Francisco, nacido en 1915 y fallecido en 1982, fue un escritor, periodista y embajador filipino.

## Carrera
El embajador Guerrero fue un periodista de la agencia Free Press, fiscal en la oficina del fiscal general, primer teniente en el Ejército Filipino, y jefe de protocolo en el departamento de Asuntos Exteriores. Posteriormente fue nombrado embajador en el Reino Unido, ministro plenipotenciario en Dinamarca, Suecia, Noruega, Finlandia y la República Federal de Alemania. Presidente del Consejo del Azúcar en 1959. 
Coincidiendo con el Día de la Hispanidad en Madrid, pronunció varios discursos entre ellos 'El sol de la hispanidad' y 'Pactos de sangre, de palabra y de piedra'.
Escritor en lengua española, se distinguió por sus ensayos, entre los que destacan 'El sí y el no'.

## Premios
Recibió la medalla al valor durante la Guerra del Pacífico. También se le concedió la Gran Cruz de la Orden de los Caballeros de Rizal, Gran Cruz de Dinamarca, Gran Cruz de Finlandia, Gran Cruz Caballero de la Legión de Honor de Filipinas.
Recibió el Premio Zóbel en 1963.